# خرمالوی مونتانا
خرمالوی مونتانا (نام علمی: Diospyros montana) نام یک گونه از سرده خرمالو است.